# Tessmanniacanthus
Tessmanniacanthus, monotipični biljni rod iz porodice primogovki smješten u tribus Justicieae, dio potporodice Acanthoideae. Jedina vrsta je peruanski endem T. chlamydocardioides Opisan je u Notizblatt des Botanischen Gartens und Museums zu Berlin-Dahlem 9: 987. 1926.

## Etimologija
Rod je dobio ime po njemačko–brazilskom botaničaru i etnologu Güntheru Tessmannu i rodu Acanthus. 